# Milostín
Milostín – miejscowość i gmina (obec) w Czechach, w kraju środkowoczeskim, w powiecie Rakovník. W 2022 roku liczyła 308 mieszkańców.
W miejscowości znajduje się stacja kolejowa Milostín.